# خالد بن سلطان
خالد بن سلطان (متولد ۱۹۴۹) یکی از فرماندهان ارشد کنونی ارتش عربستان سعودی است.
او در آکادمی نظامی سلطنتی در ساندهورست و فرماندهی ارتش ایالات متحده و ستاد کل در کالج فورت لیون ورث در کانزاس حضور داشته، او همچنین فارغ التحصیل دانشکده جنگ هوایی در پایگاه نیروی هوایی ماکسول در آلاباما می باشد.
شاهزاده خالد پس از تصدی طولانی در شاخه‌های مختلف نیروهای مسلح در عربستان سعودی، به فرمانده کل نیروهای مشترک در طی سال ۱۹۹۰ در حمله عراق به کویت منصوب شد. او پس از مبارزات انتخاباتی توسط عمویش ملک فهد به درجه فیلد مارشالی ارتقا یافت. شاهزاده خالد در سال ۱۹۹۱ بازنشسته و در کسب و کار تمرکز کرد. وی به همراه صالح محیا از فرماندهان اصلی عربستان سعودی در جنگ خلیج فارس بودند.
شاهزاده خالد در ماه ژانویه سال ۲۰۰۱ پس از بازگشت به خدمات دولتی، برای معاون وزیر دفاع، امور نظامی انتخاب شد. خالد بن سلطان رئیس شورای جایزه پرنس سلطان بن عبدالعزیز بین‌المللی برنده جایزه برای آب، بی - جایزه سالانه بین‌المللی برای پژوهش‌های علمی آب است.
در نوامبر سال ۲۰۰۹، نیروهای نظامی عربستان سعودی تحت فرماندهی بن سلطان مداخله در جنگ داخلی در یمن شرکت نمودند نیروهای متفقین ژنرال نورمن شوارتسکف - با پرنس خالد در طول جنگ خلیج فارس به رهبری فیلد مارشال صالح محیا - فرمانده نیروی زمینی سلطنتی عربستان بود.

## زندگی شخصی
وی فرزند بزرگ سلطان بن عبدالعزیز آل سعود‌ می باشد.
همسران وی عبارتنداز :
- لولوة بنت فهد بن عبد العزیز آل سعود
- عبیر بنت ترکی بن عبد العزیز آل سعود

## زیرنویس
1. ↑  Sandhurst
2. ↑  Fort Leavenworth